# Дубль-Ве
Дубль-Ве (Дубль «В», Дубль-В, «В») — первый трансграничный биосферный резерват в Африке. Резерват находится на территории Нигера, Бенина и Буркина-Фасо вдоль реки Нигер, которая в этом месте имеет характерный изгиб в виде буквы W.

## Физико-географическая характеристика
Общая площадь резервата составляет 31 223,13 км². В базе данных всемирной сети биосферных резерватов для каждой страны указаны координаты резервата и площадь основных зон, на которые, согласно концепции зонирования, разделён резерват:
- Бенин: 11°53′34″ с. ш. 02°42′32″ в. д.HGЯO, площадь — 20 483,13 км² (ядро — 5632,8 км², буферная зона — 3250,33 км², зона сотрудничества — 11 600 км²).
- Буркина-Фасо: 11°29′15″ с. ш. 02°00′45″ в. д.HGЯO — 12°21′00″ с. ш. 02°24′10″ в. д.HGЯO, площадь — 3460 км² (ядро — 2350 км², буферная зона — 1110 км², зона сотрудничества — нет).
- Нигер: 11°55′ с. ш. 02°04′ в. д.HGЯO — 13°20′ с. ш. 03°20′ в. д.HGЯO, площадь — 20 483,13 км² (ядро — 2200 км², буферная зона — 770 км², зона сотрудничества — 4310 км²).

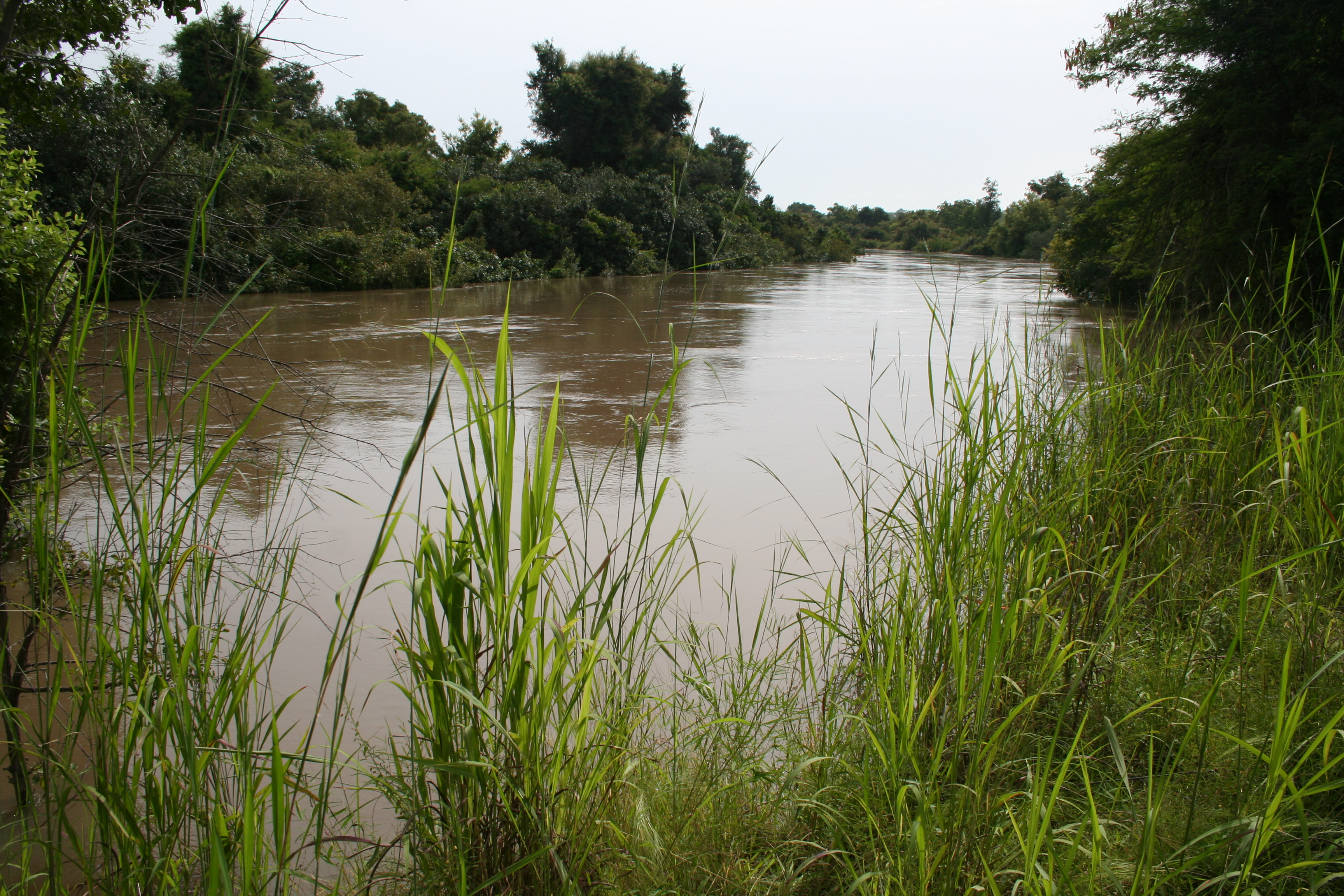
Река Мекру на территории резервата

Биосферный резерват призван остановить нашествие пустыни с севера. В этом месте река делает несколько крутых поворотов и напоминает букву W. Он включает в себя суданский, судано-гвинейский и сахельский биогеографические регионы. В основном это саванна.
Национальный парк на территории Нигера расположен в 150 км к югу от города Ниамей. Северо-восточная граница парка проходит по реке Нигер, южная — по реке Мекру, по которой также проходит граница с Бенином, северная — по реке Тапоа. На западе проходит граница с Буркина Фасо.
Национальный парк на территории Бенина расположен на самом севере страны. Западная граница парка проходит по реке Мекру, восточная — по реке Алибори. Обе они являются основными притоками Нигера и имеют сезонный характер, почти полностью пересыхая в засушливый период. В южной части парка высота холмов достигает 320 метров.
Среднее количество осадков — 700 мм в год.

## Флора и фауна

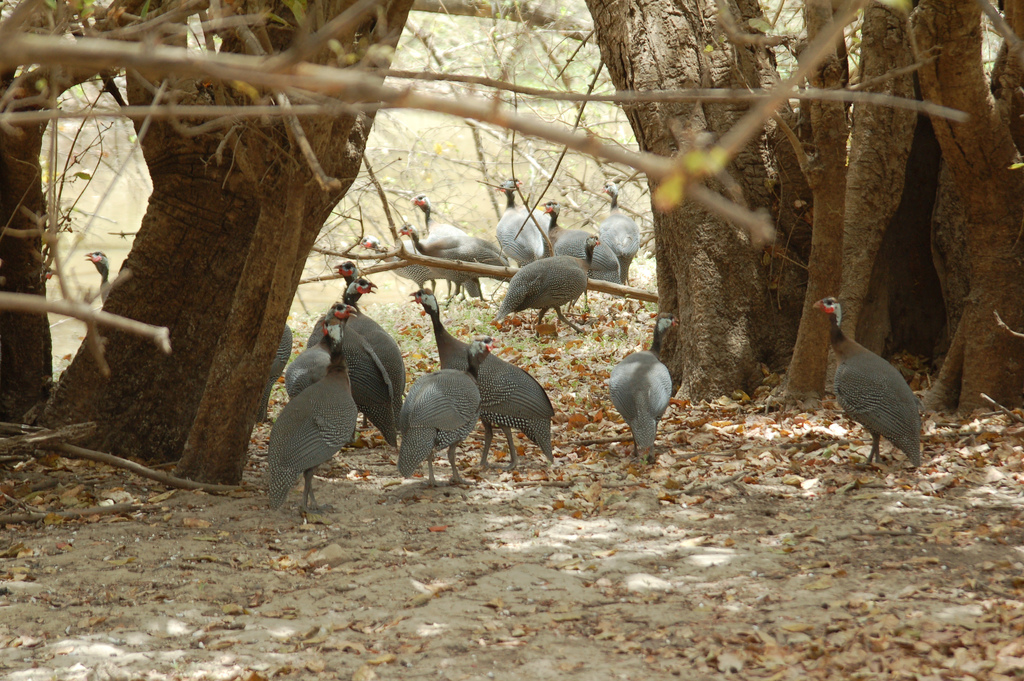
Птицы в парке на территории Нигера

На болотистых почвах резервата произрастают Polygonum spp., Trapa natans, Pistia stratiotes. В лесах представлены Anogeissus leiocarpus, Pterocarpus erinaceus, Diospyros mespiliformis (Буркина Фасо), sp., Tamarindus indicus и Cola laurifolia (Нигер).
На территории парка наблюдается более 350 видов птиц, среди них как птицы, которые осуществляют миграцию внутри континента, так и птицы, прилетающие из Евразии.

## Взаимодействие с человеком
Ещё с неолита в бассейне Нигера на территории резервата жили люди. Здесь найдено большое количество археологических артефактов.
В настоящее время основными проблемами территории является нерациональное и незаконное использование ресурсов, в частности незаконная рыбная ловля, перевод земель под сельскохозяйственные нужды (в том числе, хлопковые поля). В управление резерватом включены местные жители, что позволяет осуществлять поиск стратегии устойчивого развития.
На территории резервата работают различные исследовательские проекты, некоторые из которых функционируют более 50 лет. Например, с 1960 года проводится мониторинг климата. Кроме того, осуществляется подсчёт численности крупных млекопитающих, в частности слонов, для чего пользуются наблюдениями с воздуха. Такие крупномасштабные проекты проводились на территории Нигера в 1972, 1977 и 1992 годах.
Есть планы по строительству дамб на реке Нигер и Мерку, а также по добыче фосфатов.

### Охрана территории
На территории Нигера резерват был основан в 1937 году, став первой природоохранной зоной в стране. В 1954 году эта территория была объявлена национальным парком. В 1962 году была создана так называемая буферная зона на границе с парком: частичный резерват Доссо (англ. Dosso Partial Reserve) на северо-востоке и полный животный резерват Тамоу (англ.  Tamou Total Fauna Reserve) на севере.
На территории Бенина парк был основан в 1936 году. Его статус был подтверждён в 1954 году. В том же году был основан национальный парк на территории Буркина Фасо.
Область охраняется как национальный парк в каждой из стран, на территории которых он находится. Регион охраняется Рамсарской конвенцией, водно-болотные угодья Нигера с 1987 года, Буркина Фасо — с 1990 года. В 1996 году был создан биосферный резерват на базе национального парка в Нигере, после чего последовал ряд консультаций и исследований, который закончился в 2002 году присоединением к резервату территорий Буркина Фасо и Бенина и созданием трансграничного природоохранного и исследовательского объекта. Национальный парк в Нигере включён также в список объектов Всемирного наследия ЮНЕСКО.
Для управления резерватом государствами-участниками была создана специальная координационная структура, кроме того поддержку оказывают различные программы Европейского союза.